# Widsith
Widsith (oprindeligt skrevet Widsið, der viser, at navnet skal udtales med et blødt d i slutningen) er forfatteren til et digt på 144 verselinjer, som er nedskrevet på angelsaksisk, og som ser ud til at stamme fra det 9. århundrede. Digtet bærer forfatterens navn, og det bygger på den mundtlige tradition i angelsaksisk digtning. Det eneste tilbageblevne brudstykke af teksten findes i Exeterbogen (på engelsk kaldet Exeter Book), der et manuskript med angelsaksisk poesi, som blev samlet sent i det 10. århundrede, og som rummer ca. en sjettedel af al overleveret angelsaksisk poesi. Siden man opdagede Exeterbogen i 1076, har den ligget i Exeter Domkirke i det sydvestlige England. Widsith befinder sig mellem digtene Vainglory og The Fortunes of Men, og digtet er for størstedelen en oversigt over folkeslag, konger og helte i Europa i germansk jernalder, en periode, hvor der opstod mange heltedigte i Nordeuropa: se Stammefolk i Widsith.
Hvis man ser bort fra indledningen til skjaldedelen af Widsith, fra afslutningen og fra de korte, indskudte kommentarer, er digtet opdelt i tre 'kataloger', de såkaldte thulas.
- Den første thula gennemgår en liste over forskellige, berømte konger både fra samtiden og fra den klassiske oldtid ("Caesar herskede over grækerne"), hvor skemaet er '(kongenavn) regerede (folkets navn)'.
- Den anden thula indeholder navnene på de folk, som fortælleren har besøgt, og her er skemaet 'Hos (stammens navn) jeg var, og hos (navnet på en anden stamme).'
- I den tredje og sidste thula nævner fortælleren mytiske og legendariske helte, som han har besøgt, og her er skemaet '(Heltens navn) jeg opsøgte og (heltenavn) og (heltenavn).'

Digtet henviser til en gruppe folk, som kaldes Wicinga cynn, og det er nok den tidligste brug af ordet "Viking" (linje 47, 59 og 80). Digtet slutter med en kort kommentar om den vigtighed og det ry, der skabes af digtere som Widsith, med mange skarpe påmindelser om det imponerende storsind, der blev vist skjalden af de mægtige, der "forstår sig på sange".
| linjerne 45–59:                          |                                           |
| Hroþwulf ond Hroðgar heoldon lengest     | Hroðulf og Hroðgar holdt den længste      |
| sibbe ætsomne suhtorfædran,              | fred med hinanden, onkel og nevø,         |
| siþþan hy forwræcon wicinga cynn         | efter at de bortjog vikingerne            |
| ond Ingeldes ord forbigdan,              | og Ingeld måtte bøje sig for spyddets od, |
| forheowan aet Heorote Heaðobeardna þrym. | hugget ned af Heorots Heaðobards hær.     |

Den vidt berejste digter, Widsith (navnet betyder simpelthen "lang rejse"), hævder at nedstamme fra huset Myrgingerne, som først hørte til i hirden omkring "Ealhild, fredsskaberen, der var elsket fra det østlige Angel til kongen over de glorværdige goter, Ermanaric, den onde tillidsbryder." Den ostrogotiske Ermanaric blev besejret af hunnerne i det 5. århundrede. Det står hen, om Widsith bogstaveligt talt mener sig selv, eller om han mener sine nærmeste, enten som en Myrging eller som digter. Historisk set er det klart, at én fortæller ikke kan have besøgt alle disse folkeslag i løbet af sin levetid. Men Widsith praler videre: Jeg var hos Lidwicingerne, Leonerne og langobarderne"
"hos hedninge og helte og hos hundingerne
jeg var hos israelitterne og hos assyrerne,
hos hebræerne og inderne og hos ægypterne..."
Noter
1. ↑  = Rolf Krake
2. ↑  = Roar
3. ↑  = mandsnavn
4. ↑  = langobardiske
5. ↑  sandsynligvis = langobarderne

## Eksterne links
- En versoversættelse ved Douglas B. Killings Arkiveret 5. oktober 2011 hos  Wayback Machine (engelsk)
- Den oprindelige tekst (angelsaksisk)
- En oversættelse ved Bella Millett (engelsk)
- Norton Anthology of English Literature on-line: The linguistic and literary contexts of "Beowulf" (engelsk)
- John D. Niles: Widsith and the Anthropology of the Past (engelsk) i Philological Quarterly, 1999,
- John D. Niles: The myth of the Anglo-Saxon oral poet, 2003.